# دره تیمنا

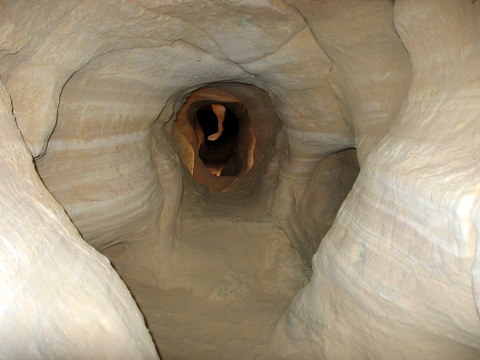
معدن مس کالکولیتیک در دره تیمنا

دره تیمنا (תִּמְנָע، Hebrew pronunciation: [timˈna(ʕ)] در جنوب اسرائیل در جنوب غربی آراوا/عرابه، تقریباً ۳۰ کیلومتر (۱۹ مایل) شمال خلیج عقبه و شهر ایلات واقع شده‌است. این منطقه سرشار از سنگ معدن مس است و از هزاره پنجم قبل از میلاد استخراج شده‌است. اختلاف نظر وجود دارد که آیا این معادن در زمان پادشاهی متحد مقدس اسرائیل و دومین فرمانروای آن، پادشاه سلیمان فعال بوده‌است.
بخش بزرگی از دره که شامل بقایای باستانی معدن مس و عبادتگاه باستانی است، در یک پارک تفریحی احاطه شده‌است.
دره تیمنا، در شمال خلیج ایلاتو عقبه، در داخل دره ریفت، یک سازه فرسایشی نیم دایره ای بزرگ است که شامل چهار وادی است که از صخره‌های تیمنا به نهال آراوا می‌روند. تیمنا نمونه قابل توجهی از باستان‌شناسی صنعتی را ارائه می‌دهد، زیرا محل استخراج و ذوب مواد معدنی باستانی بوده‌است. در امتداد پای صخره‌های تیمنا، ندولهای سنگ معدن کربنات مس وجود دارد که شامل مالاکیت و کالکوسیت با آزوریت، کوپریت، پاراتاکامیت است. یازده اردوگاه در مرکز دره واقع شده‌است. این بقایا عمدتاً متعلق به سلسله‌های ۱۹ و ۲۰ پادشاهی جدید مصر (عصر آهن مفرغ متاخر) است. با آغاز سال ۸۴۵، اکتشافات متعدد سرباره ذوب مس در تیمنا، بقایای مسکن و محل‌های ذوب مس را شناسایی کرد. سفال‌های کشف شده در تیمنا مربوط به عصر آهن I و II است.

## تاریخ

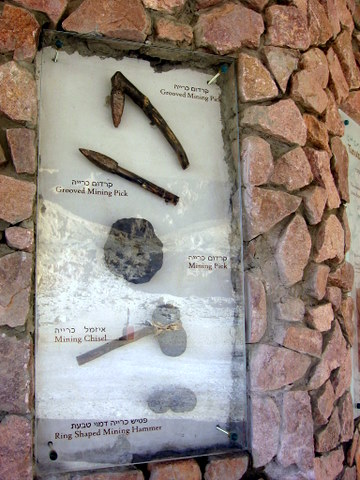
ابزار معدن

### معدن مس
از هزاره ششم یا پنجم قبل از میلاد مس در این منطقه مس استخراج می‌شده‌است. استخراج معادن توسط بنی‌اسرائیل و نبطی‌ها تا قرن اول و دوم پس از میلاد در دوره روم ادامه یافت و سپس، پس از تسخیر اعراب در قرن هفتم، توسط خلافت اموی، تا زمانی که سنگ مس کمیاب شد.